# الحقيق (حبيش)

تعديل مصدري - تعديل

الحقيق هي إحدى قرى عزلة بني الضاحتين بمديرية حبيش التابعة لمحافظة إب، بلغ تعداد سكانها 736 نسمة حسب تعداد اليمن لعام 2004.